# Шевченків Гай
Шевченків Гай —  село в Україні, у Боромлянській сільській громаді Охтирського району Сумської області.
Населення становить 6 осіб. До 2016 орган місцевого самоврядування — Боромлянська сільська рада.

## Географія
Село Шевченків Гай знаходиться на лівому березі річки Боромля, вище за течією на відстані 1 км розташоване село Жигайлівка, нижче за течією на відстані 3 км розташоване село Боромля.

## Історія
12 червня 2020 року, відповідно до розпорядження Кабінету Міністрів України № 723-р «Про визначення адміністративних центрів та затвердження територій територіальних громад Сумської області», село увійшло до складу Боромлянської сільської громади.
19 липня 2020 року, в результаті адміністративно-територіальної реформи та ліквідації Тростянецького району, громада увійшла до складу новоутвореного Охтирського району.

## Населення

### Мова
Розподіл населення за рідною мовою за даними перепису 2001 року:
| Мова       | Кількість | Відсоток |
| ---------- | --------- | -------- |
| українська | 5         | 83.33%   |
| російська  | 1         | 16.67%   |
| Усього     | 6         | 100%     |